# Венера, Марс и Купидон
«Венера, Марс и Купидон» — картина выдающегося живописца венецианской школы эпохи Высокого Возрождения Тициана, написанная «после 1570 года». Картина или её вариант из мастерской Тициана в настоящее время находится в венском Музее истории искусств.

## Описание
В центре картины изображена лежащая на спине обнажённая богиня Венера, обнимающая правой рукой Марса, который находится за её спиной в левой части картины. В правой верхней части картины изображён летящий Купидон, держащий в руках лук и стрелу и наблюдающий за парой. Сцена происходит на открытой местности, на заднем плане видно высокое дерево.
Венера лежит на белой подушке на возвышении, верхняя часть тела полуприподнята. Она полностью раздета, левое бедро частично прикрыто белой тканью, которую левой рукой держат между бёдер. Левая нога слегка вытянута, правая согнута, обе стопы стоят на земле. Левая рука вытянута вдоль тела, кисть лежит на простыне, правая поднята и обнимает голову Марса. Марс находится за подушкой и облачен в красноватые доспехи. От него видна только верхняя часть тела с вытянутой над подушкой правой рукой и кистью под ягодицами Венеры, голова обращена к Венере, а левая рука обнимает подушку. Под подушкой по левому краю картины — шлем и меч Марса, вложенный в ножны. В правой верхней части картины летит Купидон, обращённый лицом к паре. Его правая рука согнута, в ней он держит стрелу, а в левой — лук. Купидон одет в светлую рубашку, нижняя часть его тела обнажена, а через правое плечо переброшен колчан.
На заднем плане — средиземноморский пейзаж с деревьями, лугами и холмами на горизонте.

## Классификация и интерпретация
Картина представляет собой вариацию мотива «Венера и Марс», в котором богиня Венера изображается вместе с богом войны Марсом и Купидоном. Мифологическим фоном является любовная связь между двумя божествами, в которой Венера изменяет своему мужу Вулкану, а тот впоследствии их застает. Источником живописного мотива является «Одиссея» Гомера, в которой Гомер рассказывает о том, как Гефест в разгар любовного акта застал супругов врасплох и поймал их в сеть.
Картина относится к позднему этапу творчества Тициана и была написана после 1570 года. Эккехард Мэй называет композицию «типичной для этого периода, с её меняющимся тематическим обозначением, в котором мотив влюблённых представлен в драматическом и экспрессивном движении». Он приводит в пример изображение «Данаи» Тициана 1550-х годов, где на переднем плане также «полностью видна» обнажённая центральная фигура, и «Венеру и Адониса» последнего написанную около 1553 года, где «яростное возбуждение демонстрируемой любви» с «сложным мотивом объятия сзади во встречном вращении обоих тел». При такой трактовке эту «типичную для Тициана амурную поэзию» следует датировать после 1550-х годов.
Среди других источников мотива картины Мэй также выделяет с одной стороны, античные живописные образцы, такие как изображения Ариадны и нимф, а с другой — современную и хорошо известную Тициану «Леду и лебедя» Микеланджело. Тициан, вероятно, лишь однажды обратился к теме Венеры и Марса, в отличие, например, от «Венеры и Адониса». Однако Мэй приводит этюд Антониса ван Дейка 1622/27 года, на котором изображена, вероятно, оригинальная работа Тициана со ссылкой на коллекцию семьи Гримальди, что, однако, не нашло подтверждения.

## Провенанс
С 1783 года картина находится в венском Музее истории искусств. Неясно, является ли она оригиналом Тициана или вариантом из его мастерской.